# Telothyria cupreiventris
Telothyria cupreiventris är en tvåvingeart som beskrevs av Wulp 1890. Telothyria cupreiventris ingår i släktet Telothyria och familjen parasitflugor. Inga underarter finns listade i Catalogue of Life.